# Занатство
Занатство (тур. sanat, арап.  []), делатност је која се бави производњом, поправком или одржавањем нечега. Занат је претходник индустријске – фабричке производње.
Њега врши појединац као уско-стручно обучено лице или у сарадњи са више стручних, помоћних радника.
Мајстори који су „изучили“ занат су свој производ правили од почетка до краја. На пример обућар би од купљене, обрађене коже и уз помоћ алата и потрошних материјала као што су конац, ексери и лепак правио ципелу за купца, од почетка до краја.

## Подела
- производно занатство и
  - обућарство, дуборезачки радови, ћилимарство, коларство и др.
- услужно занатство.
  - зидарство, угоститељство, берберско-фризерске услуге и др.

Услужно занатство је у повоју, док производно губи на значају. 

## Фабричка производња
У фабричкој производњи процес производње (нпр. ципеле) се дели на фазе, једни кроје, други шију, трећи лепе, четврти пакују... У фабричкој производњи радници се најчешће обучавају за једну технолошку операцију, обука траје брзо и може се користити јефтинија и мање квалификована радна снага.
Фабричка производња је својом масовношћу, применом софистицираних машина омогућила производе који су знатно јефтинији од занатских и тиме полако одгурала занате у заборав.

## Стари занати
Стари занати су пре стотинак година били извор прихода и могућност снабдевања становништва неопходним потрепштинама. Многи од њих су ишчезли пред индустријском револуцијом. Занатска производња се реализовала у занатским радњама а посао су водили мајстори. Они су за своје помоћнике имали калфе и шегрте. Занат се учио годинама. На простору бивше Југославије су многи називи за занате остали из турског доба, нарочито они који у свом називу имају слово „џ“. 
Понекад држава, у настојању да ради заштите културне баштине и евентуалних додатних прихода од туризма очува занате, на њих примењује мање порезе али и захтева да буду посебно обележени као „производ старог заната“.

## Повезано
- Занатлија